# Riu Chiquito
El riu Chiquito és un riu en el municipi de Ponce (Puerto Rico). Aquest riu desemboca al Riu Portugues. Té el seu origen en les muntanyes a l'oest de Montes Llanos.